# Piton regal
Pitonul regal (Python regius) sau pitonul-bilă este o specie neveninoasă de pitoni răspândită în Africa. Este cel mai mic piton african și este popular în comerțul cu animale, în mare măsură datorită temperamentului său docil. Numele de "Piton-bilă" se referă la tendința animalului de a se încolăci în formă de minge atunci când este stresat sau speriat, protejând capul în centrul bobinei. Numele "Pitonul regal "(în latină regius), se bazează pe povestea în care Cleopatra purta șarpele în jurul încheieturii mâinii.

## Caracteristici
Pitonul regal este o specie mică, foarte corpolentă cu un gât subțire și un cap mare. Majoritatea adulților măsoară 1,1-1,5 m. Lungimea maximală este 2 m. Se mișcă întotdeauna lent și se încolăcește sub formă unui ghem strâns atunci când este amenințat, iar corpul protejează capul, care este ascuns în interiorul ghemului.

## Distribuție și ecologie
Pitonul regal este răspândit în Africa centrală și Africa sub-sahariană, din Senegal, Mali, Guinea-Bissau, Guinea, Sierra Leone, Liberia, Coasta de Fildeș, Ghana, Benin și Nigeria, prin Camerun, Ciad și Republica Centrafricană până în Sudan și Uganda. Cel mai adesea este întâlnit în pășuni, savane, păduri deschise și zone agricole. Pitonul regal de multe ori se adăpostește în vizuinile rozătoarelor.

Repartiția geografică a Python regius

## Alimentație
La toate vârstele, această specie se hrănește cu mamifere mici, în special cu rozătoare. Este o specie nocturnă.

## Reproducere
Femela devine matură sexual în al treilea an de viață. Masculul se maturizează sexual în mai puțin de un an. Femelele sunt în general mai mari decât masculii. Ouăle măsoară 60 mm lungime și 40 mm lățime. Femela depune  6-16 ouă. Puii proaspăt ieșiți din ouă au circa 41 cm în lungime. Puii sunt asemănători cu adulții.

## Statutul de conservare
Nu figurează pe lista speciilor amenințate. Totuși comerțul cu pitonul regal poate pune specia în pericol de dispariție.

## Semnificația pentru om
Are un temperament placid și blând. El este absolut inofensiv pentru om. Nu manifestă niciodată agresivitate și nu opune rezistență atunci când este manipulat. Din acest motiv, acest șarpe este foarte apreciat de terariofili. Este consumat local și pielea este utilizată pe scară largă în marochinărie.
Este cel mai frecvent piton întâlnit în captivitate. Aproximativ un milion de exemplare vii au fost exportate, pentru a fi deținute în captivitate, în anii 1990. Se reproduc ușor în captivitate. Această specie deține recordul de longevitate pentru toți șerpii, pe baza unui specimen din Grădina Zoologică din Philadelphia, care a fost captiv timp de mai mult de 49 de ani. Comerțul cu pitonul regal pune specia în pericol de dispariție.